# Antoni Ulryk (książę Brunszwiku-Wolfenbüttel)
Antoni Ulryk (niem. Anton Ulrich; ur. 4 października 1633 w Hitzacker (Elbe), zm. 27 marca 1714 w Salzdahlum k. Wolfenbüttel) – książę Brunszwiku-Wolfenbüttel w latach 1685-1702 wspólnie ze swym bratem Rudolfem, a od 1704 samodzielnie.

## Życiorys
Antoni Ulryk był drugim synem Augusta Młodszego, księcia Brunszwiku-Wolfenbüttel. Studiował na uniwersytecie w Helmstedt. Po śmierci ojca w roku 1666, starszy z braci Rudolf August przejął rządy, lecz w 1685 r. uczynił Antoniego Ulryka koregentem i od tej pory to Antoni faktycznie rządził państwem, ponieważ Rudolf nie lubił swego książęcego rzemiosła.
Gdy w roku 1692 cesarz powołał do życia Elektorat Hanoweru, Antoni i Rudolf byli rozczarowani, że nie uczyniono ich także elektorami (Brunszwiku). Tak narosły napięcia między nowym hanowerskim Elektoratem a Brunszwikiem-Wolfenbüttel. W wojnie o sukcesję hiszpańską (1702-1714) Hanower i Księstwo Brunszwik-Lüneburg poparły cesarza Leopolda I, a Antoni Ulryk – Francję. W maju 1702 wojsko hanowersko-lüneburskie najechało Wolfenbüttel. Sam Antoni cudem uniknął pojmania, gdy przemierzał drogę z Wolfenbüttel do Brunszwiku. Rozgniewany cesarz uczynił Rudolfa jedynym regentem, a Antoniego zdetronizował. Antoni uciekł tymczasem do Księstwa Saksonii-Coburga-Gothy. W kwietniu 1702 Rudolf August podpisał pokój z Hanowerem i Lüneburgiem, który potem potwierdził Antoni.
Śmierć Rudolfa w 1704 roku uczyniła Antoniego Ulryka jedynym władcą Brunszwiku-Wolfenbüttel. W 1706 wypracował on ostateczną ugodę z Hanowerem.
W roku 1709 Antoni przeszedł potajemnie na katolicyzm, lecz poddanym gwarantował prawo do wyznawania dalej wiary protestanckiej i to, że jego wiara nie będzie miała wpływu na politykę rządu. Zezwolił na budowę pierwszego kościoła katolickiego w jego państwie.
Antoni Ulryk jest uważany za prototyp absolutystycznego, oświeconego monarchy z epoki baroku, ceniącego rozwój edukacji, wspierającego naukę i sztukę. Na jego dworze tworzył od 1697 roku kompozytor Georg Caspar Schürmann. Wzbogacił Bibliotheca Augusta, założoną przez jego ojca, a jako bibliotekarza zatrudnił Leibniza. Do jego protegowanych należał pierwszy czarny doktor filozofii w Europie Anton Wilhelm Amo. Antoni był aktywny artystycznie jako poeta i powieściopisarz, napisał dwie powieści i wiele wierszy. Jego zbiory sztuki stanowią dziś część kolekcji Herzog Anton Ulrich-Museum.
Zmarł w pałacu Salzdahlum, który zbudował. Po nim rządził jego najstarszy żyjący syn August Wilhelm.

## Potomstwo
Antoni Ulryk poślubił Elżbietę Julianę, córkę księcia Fryderyka ze Szlezwika-Holsztynu-Sønderborg-Nordborg w roku 1656. Kilkoro dzieci dożyło wieku dorosłego:
- August Friedrich (1657-1676)
- Elżbieta Eleonora (1658-1729), poślubiła Johanna Georga, księcia Meklemburgii-Mirow, a potem Bernharda I, księcia Saksonii-Meiningen
- Anne Sophie (1659-1742), poślubiła Karola Gustawa, margrabiego Baden-Durlach
- August Wilhelm (1662-1731), jego następca
- Augusta Dorota (1666-1751), poślubiła Antoniego, księcia Schwarzburg-Sondershausen
- Henrietta Christine, ksieni w Gandersheim (1669-1753)
- Ludwik Rudolf (1671-1735), ożenił się z Krystyną Luizą z Oettingen.

## Powieści
- Die durchleuchtige Syrerinn Aramena ("Aramena, wykształcona syrena"; 1669-1673)
- Die Römische Octavia ("Oktawia Rzymianka"; 1677-1707)